# Electrodiálisis inversa

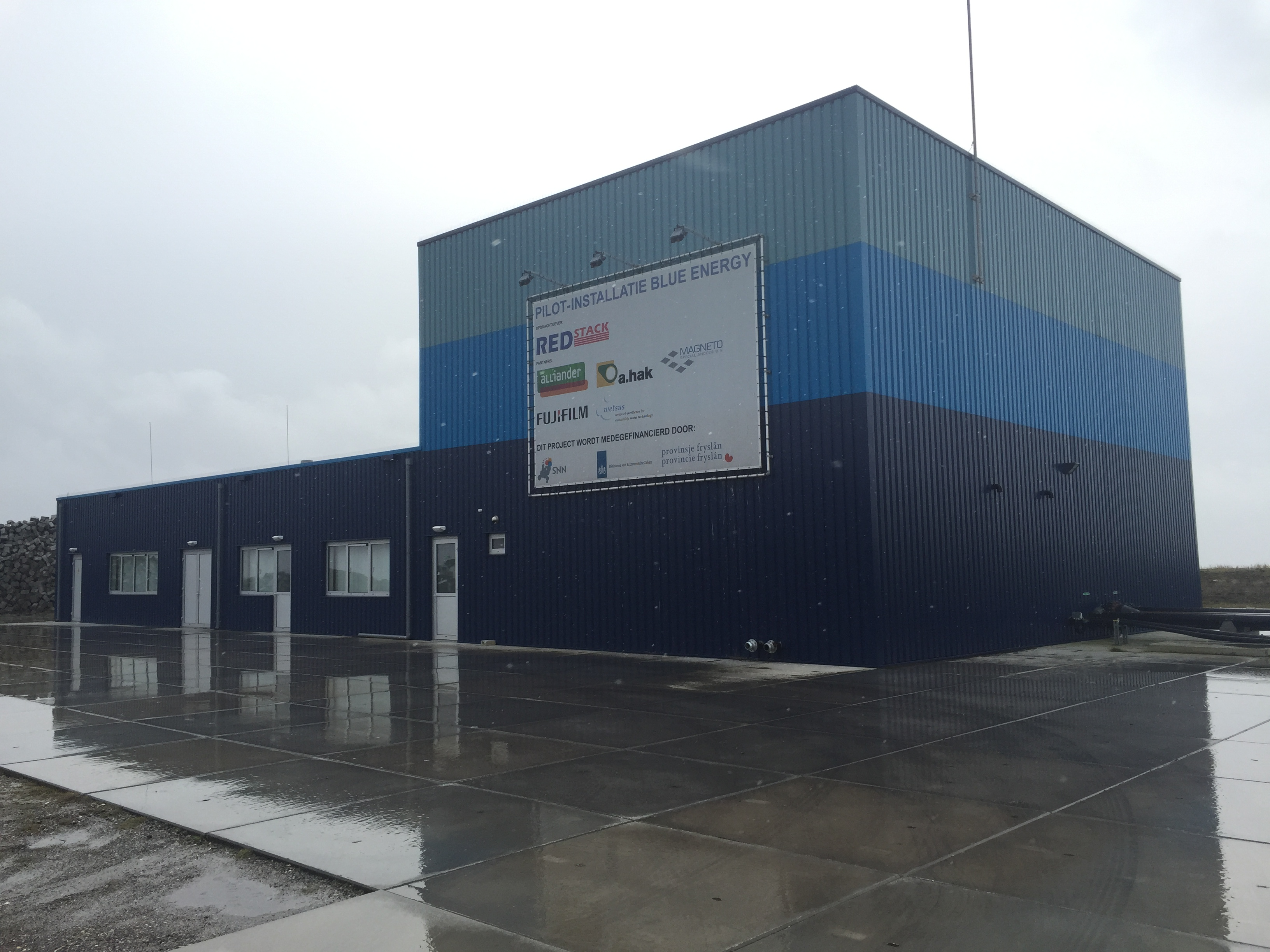
Prototipo para electrodiálisis inversa de REDstack en Afsluitdijk (Países Bajos)

La electrodiálisis inversa es la energía azul obtenida de la diferencia en la concentración de sal entre el agua de mar y el agua de río. Un método para utilizar la energía producida por este proceso mediante un motor de combustión fue inventado por el profesor Sidney Loeb en 1977.
En la electrodiálisis inversa soluciones de agua salada y agua dulce se pueden pasar a través de un seguidor de membranas de intercambio de cationes y aniones alternativos. La diferencia potencial química entre el agua salada y el agua dulce genera un voltaje sobre cada membrana y el potencial total del sistema es la suma de las diferencias potenciales de todas las membranas. Es importante recordar que el proceso funciona por la diferencia en la concentración de iones en lugar de con un campo eléctrico, lo que tiene implicaciones por el tipo de membrana que se necesita.
Un módulo con una capacidad de 250 kW tiene el tamaño de un contenedor de transporte.
En los Países Bajos, por ejemplo, más de 3.300 m³ de agua dulce llegan al mar cada segundo. La membrana divide las diferencias de presión, lo que resulta en una columna de agua de aproximadamente 135 metros. El potencial de energía es pues:
e = mgΔh = 3,3·10⁶ kg/s · 10 m/s² · 135 metros aprox. = 4,5·10⁹ Joules por segundo, Potencia = 4,5 gigavatios.

## Desarrollo
En 2006 se construyó una planta de 50kW en un lugar de pruebas costero en Harlingen, Países Bajos, para prevenir la bioincrustación en los nodos, cátodos y membranas e incrementar el rendimiento de las membranas. El 2007 el Directorado para las Obras Públicas y Administración del Agua, Redstack, y la ENECO firmaron una declaración de intenciones para el desarrollo de una planta piloto en el dique de Afsluitdijk en los Países Bajos.La planta fue puesta en servicio el 26 de noviembre de 2014 y produce 50 kW de electricidad para mostrar la viabilidad técnica en condiciones reales utilizando agua dulce del IJsselmeer y agua salada del mar de Wadden. Teóricamente, con 1 m³/s de agua de río y una cantidad igual de agua de mar, se puede producir aproximadamente 1 MW de electricidad renovable en esta ubicación ampliando la escala de la planta.Se espera que después de esta fase la instalación pueda ampliarse hasta una capacidad final de 200 MW.